# Olimp - 2
O Estádio Olimp - 2 é um estádio de futebol localizado em Rostov do Don, na Rússia.
Seus antigos nomes são Estádio Rostselmash (entre 1930-1996), Rostselmash (entre 1997-2002) e Olimp - 21 vek (entre 2002-2005).
Inaugurado em 1930, tem capacidade para 15,840 torcedores. É utilizado pelo clube de futebol FC Rostov.

## Ligações Externas
- fc-rostov.com